# Suzy McKee Charnas
Suzy McKee Charnas (New York, 22 ottobre 1939 – Nuovo Messico, 2 gennaio 2023) è stata una scrittrice e giornalista statunitense.

## Biografia
Nata a New York il 22 ottobre 1939, studiò storia dell'economia al Barnard College e prestò servizio in Africa nel Peace Corps prima di conseguire un M.A. in insegnamento all'Università di New York e lavorare come scrittrice di curriculum e professoressa.
Autrice di opere di fantascienza, fantasy e horror, ottenne diversi riconoscimenti ed è ricordata i suoi romanzi distipico-femministe al pari di autrici quali Ursula K. Le Guin e Joanna Russ.
È morta ottantatreenne nel Nuovo Messico, dove viveva da oltre 60 anni, il 2 gennaio 2023 .

## Opere principali

### Serie Holdfast
- Walk to the End of the World (1974)
- Motherlines (1978)
- The Furies (1994)
- The Conqueror's Child (1999)

### Serie Sorcery Hall
- The Bronze King (1985)
- The Silver Glove (1988)
- The Golden Thread (1989)

### Altri romanzi
- L'arazzo del vampiro (The Vampire Tapestry, 1980), Roma, Fanucci, 2003 traduzione di Bernardo Cicchetti ISBN 88-347-0377-4.
- Dorothea Dreams (1986)
- The Kingdom of Kevin Malone (1993)
- The Ruby Tear (1997)

### Raccolte di racconti
- Moonstone and Tiger-Eye (1992)
- Music of the Night (2001)
- Stagestruck Vampires and Other Phantasms (2004)

### Saggi
- Strange Seas (2001)
- My Father's Ghost (2002)

## Premi e riconoscimenti

### Vincitrice
Premio Nebula per il miglior romanzo breve
- 1981 con L'arazzo dell'unicorno

Premio Hugo per il miglior racconto breve
- 1990 con Plenilunio

Premio James Tiptree Jr.
- 1999 con The Conqueror's Child[5]

### Finalista
Premio Hugo per il miglior racconto
- 1997 con Beauty and the Opéra or The Phantom Beast

Premio Nebula per il miglior romanzo
- 1982 con L'arazzo del vampiro

Premio Nebula per il miglior racconto
- 1986 con Listening to Brahms

Premio Nebula per il miglior racconto breve
- 1989 con Plenilunio

Premio Bram Stoker al Piccolo romanzo
- 1991 con Advocates

Premio Locus per il miglior racconto breve
- 1990 con Plenilunio

Premio Locus per il miglior racconto lungo
- 1997 con Beauty and the Opéra or The Phantom Beast